# 이규태
이규태(李奎泰, 1933년 9월 6일 ~ 2006년 2월 25일)는 대한민국의 언론인으로 본관은 안성이다. 조선일보 논설고문을 역임한 것으로 잘 알려져 있다.

## 생애
연세대학교 화학공학과를 졸업하고, 1959년 조선일보에 입사하여 문화부, 사회부, 편집부 기자를 거쳐 논설위원을 역임했다. 《조선일보》에 1983년 3월부터 2006년 2월 23일까지 〈이규태 코너〉를 연재하면서, 독자층이 인기를 누렸다가, 23년 동안 6702회를 기고하며 대한민국 언론사상 최장기 칼럼 기록을 세웠다. 지하서재에 책이 가득할 정도로 풍부한 독서량에 근거한 많은 식견과 깔끔한 문체로 쓴 이규태 코너는 한민족 우월주의를 부추겼다는 비판을 받기도 한다. 중학교 국어 교과서에 근검절약에 대한 그의 칼럼이 실린 바 있다. 2006년 폐암으로 인하여 사망하였다.

## 기타
이청준의 소설 당신들의 천국에 등장하는 작중 인물 C일보 기자 이정태는 이규태를 모델로 하였다.